# ليف بولسن
ليف بولسن (بالنرويجية: Liv Paulsen)‏ (و. 1925 – 2001 م) هي عداءة سريعة، ولاعبة دفع الجلة نرويجية، شاركت في الألعاب الأولمبية الصيفية 1948، وبطولة أوروبا لألعاب القوى 1946، توفيت عن عمر يناهز 76 عاماً.

## روابط خارجية
- ليف بولسن على موقع أوليمبيديا (الإنجليزية)